# لووک
لووک (به انگلیسی: Look) یک برند سیگار ایجاد شده در دانمارک است؛ که در حال حاضر توسط هاوس آو پرینس، زیرمجموعهٔ بریتیش امریکن توباکو تولید می‌شود. این برند در سال ۱۹۶۶ پایه‌گذاری گردید.

## محصولات
- لوک سوپر
- لوک اورجینال
- لوک گولد
- لوک سیلور
- لوک منتول (اکنون با نام پرینس منتول بوست)

در جدول زیر برندهای کنونی سیگار لوک با ذکر میزان قطران، نیکوتین و کربن مونوکسید آمده‌است:
| نام          | قطران      | نیکوتین     | کربن مونوکسید |
| لوک اورجینال | ۱۰ میلی‌گرم | ۰٫۹ میلی‌گرم | ۱۰ میلی‌گرم    |
| لوک گولد     | ۸ میلی‌گرم  | ۰٫۷ میلی‌گرم | ۸ میلی‌گرم     |
| لوک سیلور    | ۶ میلی‌گرم  | ۰٫۶ میلی‌گرم | ۶ میلی‌گرم     |
| لوک منتول    | ۱۰ میلی‌گرم | ۰٫۹ میلی‌گرم | ۱۰ میلی‌گرم    |
| لوک سوپر     | ۲۰ میلی‌گرم | ۱٫۵ میلی‌گرم | ۲۰ میلی‌گرم    |